# Байдаково (Гдовский район)
Байдаково — деревня в Гдовском районе Псковской области России. Входит в состав городского поселения «Гдов» Гдовского района. Численность населения деревни по оценке на 2000 год составляет 22 человека, по переписи 2002 года — 24 человека.
Расположена в 9 км к северу от Гдова, в 1,5 км от Чудского озера, на берегу впадающей в него речки Задубка.

## История
До 2005 года деревня входила в состав ныне упразднённой Гдовской волости.

## Население
| 2001 | 2002 | 2010 |
| ---- | ---- | ---- |
| 22   | ↗24  | ↘13  |